# Aulospongus villosus
Aulospongus villosus är en svampdjursart som först beskrevs av Thiele 1898.  Aulospongus villosus ingår i släktet Aulospongus och familjen Raspailiidae. Inga underarter finns listade i Catalogue of Life.